# Frihed på prøve
Frihed på prøve er en dansk komediefilm fra 2010. Filmen er instrueret og forfattet af Erik Clausen, der også selv medvirker, og er en opfølger til Ledsaget udgang fra 2007.

## Medvirkende
- Erik Clausen som John
- Helene Egelund som Jeanne
- Jesper Asholt som Bo
- Henrik Lykkegaard som Mads Ole
- Henrik Bruhn som Kenneth
- Pil Egholm som Bettina
- Elith 'Nulle' Nykjær Jørgensen som Sømmet
- Peter Plaugborg som Originalen
- Jytte Kvinesdal som Fru Sørensen
- Ronny Watt som Barrøv
- Sture Mathiasen som Chicago
- Tina Weywadt som Mads Ole's kone